# Ган Ын Джу
Ган Ын Джу (кор. 강은주; род. 1 февраля 1995) — северокорейская лучница, участница Олимпийских игр. Серебряный призёр Азиатских игр.

## Биография
Ган дебютировала на международных соревнованиях на Кубке мира по стрельбе из лука 2013 года в Шанхае. В Китае Ган в первом матче плей-офф победила индианку Римил Буриули, затем в перестрелке оказалась сильнее Хатуны Лориг из США, но в четвёртом раунде уступила итальянке Наталье Валеевой.
В том же году она участвовала на чемпионате мира в Анталии, где уже в первом раунде попала на мексиканку Алехандру Валенсию, проиграв поединок 3:7.
В 2014 году приняла участие на Азиатских играх в южнокорейском Инчхоне, где с 17-м результатом после рейтингового раунда попала на вьетнамскую лучницу Тхи Нгуен, показавшей лишь 34-й результат. Однако выигрывая после трёх сетов со счётом 4:2, Ган не сумела довести матч до победы и уступила 4:6.
В следующем году представляла Северную Корею в индивидуальных и командных соревнованиях по на чемпионате мира 2015 в Копенгагене, где в первом раунде победила Карен Хюльтцер из ЮАР, но уже во втором раунде потерпела поражение со счётом 2:6 от итальянки Гвендалины Сартори.
Ган Ын Джу получила право участвовать на Олимпиаде в Рио-де-Жанейро. Она показала 15 результат в рейтинговом раунде и выиграла первые два матча против бразильянки Сары Никитин и шведки Кристин Бьерендаль. В 1/8 финала на её пути оказалась будущая олимпийская чемпионка Чхан Хе Джин, которая победила со счётом 6:2.
На Азиатских играх 2018 в Джакарте стала серебряным призёром в миксте с Пак Ён Вон, уступив в финале японцам Сугимото Томоми и Такахару Фурукава
Ган является правшой, проживает в Пхеньяне.